# 민강 (푸젠성)
민강 또는 민장강(중국어: 閩江, 병음: Mǐnjiāng)은 중국 남부 푸젠성에 위치한 강이다. 총 길이는 577km이다. 푸젠성에서 가장 큰 강으로 수상 교통에 중요한 역할을 한다.